# Has (obec)
Okres Has (albánsky Rrethi i Hasit) je okres v Albánii. Má 20 000 obyvatel (2004 odhad) a rozlohu 374 km². Nachází se v severovýchodní části země, jeho hlavním městem je Krumë.
V okrese Has je početná skupina obcí, které poskytly pomoc v době války v Kosovu (např. obec Vlahen).